# Zújar
Zújar – gmina w Hiszpanii, w prowincji Grenada, w Andaluzji, o powierzchni 102,12 km². W 2011 roku gmina liczyła 2989 mieszkańców.
Dziewięć kilometrów od miasta znajduje się Baños de Zújar, gorące i siarkowe wody naturalne, które zwykle służą do odpoczynku.